# アナトリー・アダムシン
アナトリー・レオニードヴィチ・アダムシン（ロシア語: Анатолий Леонидович Адамишин、Anatolii Leonidovich Adamishin、1934年10月11日 - 2025年8月13日まで）は、ソビエト連邦およびロシアの外交官、政治家。ソビエト連邦の一部であったウクライナ・ソビエト社会主義共和国、キーウ出身。
モスクワ大学を卒業し、ソ連外務省に入省し、本省や在外公館に勤務した。1986年から1990年までソ連外務副大臣、1987年から1990年までユネスコソ連委員会議長、1990年から1992年まで駐イタリア大使。1992年から1994年までロシア外務省第一次官、1993年から1994年まで国家ドゥーマ議員、1994年から1997年まで駐英大使、その後はCIS担当大臣を歴任した。1998年から2005年まではシステマの副会長・顧問を務めた。
アダムシンは英語、イタリア語、ウクライナ語そしてフランス語に堪能である。
2025年8月13日までに死去した。